# Карасик, Шерил
Ше́рил Кара́сик (англ. Cheryl Carasik; 1952) — американский кинодекоратор. Пятикратная номинантка на кинопремию «Оскар» в номинации за «Лучшую работу художника-постановщика» (1996, 1997, 1998, 2005, 2007), трижды совместно с Бо Уэлчем и дважды с Риком Хайнрихсом.

## Фильмография
- 1985 — «Легенда о Билли Джин» / The Legend of Billie Jean
- 1987 — «Пропащие ребята» / The Lost Boys
- 1988 — «Битлджус» / Beetlejuice
- 1988 — «Турист поневоле» / The Accidental Tourist
- 1989 — «Охотники за привидениями 2» / Ghostbusters II
- 1990 — «Джо против вулкана» / Joe Versus the Volcano
- 1990 — «Эдвард Руки-ножницы» / Edward Scissorhands
- 1991 — «Большой каньон» / Grand Canyon
- 1992 — «Бэтмен возвращается» / Batman Returns
- 1994 — «Я согласен на всё» / I'll Do Anything
- 1994 — «Уайетт Эрп» / Wyatt Earp
- 1995 — «Маленькая принцесса» / A Little Princess[3][4]
- 1996 — «Клетка для пташек» / The Birdcage[5]
- 1997 — «Люди в чёрном» / Men in Black[6]
- 1998 — «Основные цвета» / Primary Colors
- 1999 — «Дикий, дикий Вест» / Wild Wild West
- 2000 — «С какой ты планеты?[англ.]» / What Planet Are You From?
- 2001 — «Планета Ка-Пэкс» / K-PAX
- 2001 — «Тик-герой[англ.]» / The Tick
- 2002 — «Люди в чёрном 2» / Men in Black II
- 2003 — «Халк» / Hulk
- 2004 — «Лемони Сникет: 33 несчастья» / A Series of Unfortunate Events[7]
- 2006 — «Пираты Карибского моря: Сундук мертвеца» / Pirates of the Caribbean: Dead Man's Chest[8]
- 2007 — «Пираты Карибского моря: На краю света» / Pirates of the Caribbean: At World's End
- 2009 — «Большая игра» / State of Play
- 2011 — «Медвежонок Винни и его друзья» / Winnie the Pooh
- 2011 — «Ларри Краун» / Larry Crowne
- 2012 — «Президент Линкольн: Охотник на вампиров» / Abraham Lincoln: Vampire Hunter
- 2013 — «Одинокий рейнджер» / The Lone Ranger
- 2014 — «Судья» / The Judge